# Championnat de Belgique de football de deuxième division 1929-1930
Navigation
saison précédente saison suivante
Cette page présente la seizième édition du championnat  Division 1 (D2) belge.
Le Racing Football Club Montegnée "déboule" de Promotion (D3) et remporte le titre. Le matricule 77 gagne ainsi le droit de rejoindre la Division d'Honneur après ce qui n'est alors que sa 6e saison en séries nationales. Montegnée devient ainsi le cinquième club de la Province de Liège à atteindre la plus haute division belge.
L'autre promu est le Tubantia Football & Athletic Club, qui dispute sa 4e saison en "nationales", et qui rejoint l'élite pour la première fois. Le "Tubantia" est alors le septième "Anversois" à monter en Division d'Honneur. Ces deux nouveaux montants vers l'élite belge portent à 34 le nombre de clubs différents y ayant évolué.
Outre Montegnée, les deux autres promus assurent leur maintien. Par contre, le Royal Club Sportif Verviétois, bon dernier, doit descendre au 3e niveau national pour la première fois. Le White Star Woluwé Athletic Club et le Vilvorde Football Club accompagnent le matricule 8.

## Clubs participants
Quatorze clubs prennent part à cette édition, soit le même nombre que lors de la saison précédente.
| #  | Nom                                       | Mat. | Ville        | Stades                        | En D2 depuis    | Total en D2 | S. précédente         |
| -- | ----------------------------------------- | ---- | ------------ | ----------------------------- | --------------- | ----------- | --------------------- |
| 1  | Association Royale Athlétique La Gantoise | 7    | Gentbrugge   | Jules Ottendstadion           | 1929-1930 (1re) | 5 saisons   | Div. d'Honneur 13e    |
| 2  | Royal Tilleur Football Club               | 21   | Ougrée       | stade du Pont d'Ougrée        | 1929-1930 (1re) | 14 saisons  | Div. d'Honneur 14e    |
| 3  | Cercle Sportif La Forestoise              | 51   | Forest       | stade communal                | 1927-1928 (3e)  | 7 saisons   | 6e                    |
| 4  | Royal Club Sportif Verviétois             | 8    | Verviers     | ??                            | 1926-1927 (4e)  | 8 saisons   | 10e                   |
| 5  | White Star Woluwe Athletic Club           | 47   | Woluwe-St-L. | rue de Kelle                  | 1925-1926 (5e)  | 7 saisons   | 11e                   |
| 6  | Royal Football Club Liégeois              | 4    | Rocourt      | stade Vélodrome               | 1924-1925 (6e)  | 13 saisons  | 9e                    |
| 7  | Royal Uccle Sport                         | 15   | Uccle        | chaussée de Neerstalle        | 1923-1924 (7e)  | 12 saisons  | 4e                    |
| 8  | Lyra Turn en Sportvereniging              | 52   | Lierre       | Lyrastadion, Mechelsesteenweg | 1913-1914 (12e) | 12 saisons  | 3e                    |
| 9  | Football Club Turnhout                    | 148  | Turnhout     | ??                            | 1925-1926 (5e)  | 5 saisons   | 5e                    |
| 10 | Vilvorde Football Club                    | 49   | Vilvorde     | ??                            | 1928-1929 (2e)  | 4 saisons   | 7e                    |
| 11 | Tubantia Football Athletic Club           | 64   | Borgerhout   | Rivierenhof                   | 1927-1928 (2e)  | 2 saisons   | 8e                    |
| 12 | Sportkring Roulers                        | 134  | Roulers      | Schierveld                    | 1929-1930 (1re) | 1 saison    | 1re Promotion Série A |
| 13 | Charleroi Sporting Club                   | 22   | Charleroi    | rue du Spinoy                 | 1929-1930 (1re) | 2 saisons   | 1re Promotion Série B |
| 14 | Racing Football Club Montegnée            | 77   | Montegnée    | ??                            | 1929-1930 (1re) | 3 saisons   | 1re Promotion Série C |

### Localisations
| \| Bruxelles · Uccle Sport · White Star AC · CS La Forestoise Liège · FC Liègeois · Tilleur FC · Racing FC Montegnée Turnhout Tubantia FAC Lyra La Gantoise Bruxelles Vilvorde Liège Sp. Charleroi CS Verviétois SK Roulers \| Localisation des clubs engagés en Division 1 1929-1930 |
| Bruxelles · Uccle Sport · White Star AC · CS La Forestoise Liège · FC Liègeois · Tilleur FC · Racing FC Montegnée Turnhout Tubantia FAC Lyra La Gantoise Bruxelles Vilvorde Liège Sp. Charleroi CS Verviétois SK Roulers                                                              |

### Localisation des clubs bruxellois
Les 3 cercles bruxellois sont :
(8) CS La Forestoise
(9) Uccle Sport
(14) White Star AC

### Localisation des clubs liégeois
Les 3 cercles liégeois sont :
(1) FC Liégeois
 (4) Racing FC Montegnée
(11) R. Tilleur FC

## Classement
- Le nom des clubs est celui employé à l'époque

Légende
- Champion & Promu en Division d'Honneur
- 2e montant en Division d'Honneur
- Relégation en Promotion (D3)

Abréviations
 : Relégué de Division d'Honneur 1928-1929
 : Promus de Promotion 1928-1929
| Rang | Équipe               | Pts | J  | G  | N  | P  | Bp | Bc  | Diff |
| ---- | -------------------- | --- | -- | -- | -- | -- | -- | --- | ---- |
| 1    | RACING FC MONTEGNEE  | 37  | 26 | 16 | 5  | 5  | 70 | 36  | +34  |
| 2    | Tubantia FAC         | 36  | 26 | 15 | 6  | 5  | 82 | 39  | +43  |
| 3    | CS La Forestoise     | 34  | 26 | 14 | 6  | 6  | 70 | 42  | +28  |
| 4    | ARA La Gantoise      | 33  | 26 | 14 | 5  | 7  | 81 | 46  | +35  |
| 5    | R. FC Liégeois       | 29  | 26 | 13 | 3  | 10 | 61 | 51  | +10  |
| 6    | FC Turnhout          | 28  | 26 | 13 | 2  | 11 | 62 | 51  | +11  |
| 7    | R. Tilleur FC        | 27  | 26 | 10 | 7  | 9  | 59 | 48  | +11  |
| 8    | TSV Lyra             | 27  | 26 | 11 | 5  | 10 | 60 | 62  | -2   |
| 9    | R. Uccle Sport       | 26  | 26 | 8  | 10 | 8  | 44 | 55  | -11  |
| 10   | R. Charleroi SC      | 24  | 26 | 9  | 6  | 11 | 45 | 50  | -5   |
| 11   | SK Roulers           | 23  | 26 | 10 | 3  | 13 | 51 | 60  | -9   |
| 12   | White Star Woluwé AC | 18  | 26 | 6  | 6  | 14 | 56 | 67  | -11  |
| 13   | Vilvorde FC          | 16  | 26 | 7  | 2  | 17 | 42 | 85  | -43  |
| 14   | R. CS Verviétois     | 6   | 26 | 3  | 0  | 23 | 27 | 118 | -91  |

## Déroulement de la saison

### Résultats des rencontres
| Résultats (▼dom., ►ext.)                                   | 1 | 2 | 3 | 4 | 5 | 6 | 7 | 8 | 9 | 10 | 11 | 12 | 13 | 14 |
|                                                            |   | - | - | - | - | - | - | - | - | -  | -  | -  | -  | -  |
|                                                            | - |   | - | - | - | - | - | - | - | -  | -  | -  | -  | -  |
|                                                            | - | - |   | - | - | - | - | - | - | -  | -  | -  | -  | -  |
|                                                            | - | - | - |   | - | - | - | - | - | -  | -  | -  | -  | -  |
|                                                            | - | - | - | - |   | - | - | - | - | -  | -  | -  | -  | -  |
|                                                            | - | - | - | - | - |   | - | - | - | -  | -  | -  | -  | -  |
|                                                            | - | - | - | - | - | - |   | - | - | -  | -  | -  | -  | -  |
|                                                            | - | - | - | - | - | - | - |   | - | -  | -  | -  | -  | -  |
|                                                            | - | - | - | - | - | - | - | - |   | -  | -  | -  | -  | -  |
|                                                            | - | - | - | - | - | - | - | - | - |    | -  | -  | -  | -  |
|                                                            | - | - | - | - | - | - | - | - | - | -  |    | -  | -  | -  |
|                                                            | - | - | - | - | - | - | - | - | - | -  | -  |    | -  | -  |
|                                                            | - | - | - | - | - | - | - | - | - | -  | -  | -  |    | -  |
|                                                            | - | - | - | - | - | - | - | - | - | -  | -  | -  | -  |    |
| - Victoire à domicile - Match nul - Victoire à l'extérieur |   |   |   |   |   |   |   |   |   |    |    |    |    |    |

## Récapitulatif de la saison
- Champion : Racing FC Montegnée (1er titre en D2)
- Septième titre de "D2" pour la Province de Liège.
- Deuxième promu: Tubantia FAC.

| Région flamande (5)             | Région flamande (5) | Province de Brabant (4)      | Province de Brabant (4) | Région wallonne (5)    | Région wallonne (5) |
| ------------------------------- | ------------------- | ---------------------------- | ----------------------- | ---------------------- | ------------------- |
| Province d'Anvers               | 3                   | Région de Bruxelles-Capitale | 3                       | Province de Hainaut    | 1                   |
| Province de Flandre-Occidentale | 1                   | Province du Brabant flamand  | 1                       | Province de Liège      | 4                   |
| Province de Flandre-Orientale   | 1                   | Province du Brabant wallon   | 0                       | Province de Luxembourg | 0                   |
| Province de Limbourg            | 0                   |                              |                         | Province de Namur      | 0                   |

1. ↑  Au niveau footballistique, la province de Brabant est toujours unitaire malgré sa partition territoriale en 1995.

## Montée / Relégation
Le Racing FC Montegnée et le Tubantia FAC montent en Division d'Honneur.
Le White Star Woluwé AC, Vilvorde FC et le R. CS Verviétois sont relégués en Promotion. Ces trois clubs cèdent leur place au CS Schaerbeekois, au Belgica FC Edegem et à l'Excelsior FC Hasselt.

## Début en D2
Un club joue pour la première fois au 2e niveau national du football belge. Il est le 54e club différent à y apparaître.
- SK Roulers - 6e club flandrien occidentale différent en D2 ;

## Jeudi noir
Quelques semaines après le début de cette saison, le jeudi 24 octobre 1929, les cours de la Bourse de New York s'effondrent. Jusqu'au mardi 29 octobre 1929 suivant, les choses ne font que s'aggraver. Le 24 entre dans l'Histoire comme le "Black Thursday", le jeudi noir. Le terrible krach boursier entraîne la ruine de milliers de petits épargnants et/ou actionnaires, provoque la faillite de nombreuses banques et précipite l'économie dans une grave situation de crise. C'est tout le système financier, mis en place après la Première Guerre mondiale qui s'écroule. Celui des emprunts, d'État et privés, parfois gigantesques, dépourvus des garanties suffisantes. La spéculation boursière fait son travail d'érosion et de sape.
La crise économique et sociale qui en découle reste dans l'Histoire comme la Grande Dépression. Dans de très nombreux pays, le chômage atteint des sommets. La nouvelle catégorique sociale, née après le 1er conflit mondial, la "classe moyenne", tout comme la classe ouvrière, en subissent les principales conséquences: perte d'emploi, appauvrissement et même, selon les endroits, la famine.
De ces difficiles événements découle tout l'enchaînement des événements des années 1930. Certains États cherchent des solutions démocratiques et sociales mais d'autres sombrent dans la dictature en croyant aux promesses du Nationalisme extrême.
Dans le monde du football, les grandes épreuves économiques et sociales qui s'annoncent et se confirment confortent sur leurs positions les dirigeants opposés au professionnalisme. Si la Fédération française ose franchir le bas, l'URBSFA y reste farouchement opposée.

## Première Coupe du monde
À la fin de cette saison, se déroule la première Coupe du monde de football en juillet 1930. La FIFA, par l'entremise des Français Jules Rimet pour la partie "politique" et Henri Delaunay d'un point de vue plus "technique", fait aboutir son ambitieux projet qui traînait dans les cartons et les réunions depuis de longues années.
Mais si l'épreuve se déroule dès 1930, et ne reste pas un "projet" pour d'autres longues années, elle le doit en grande partie à la Fédération belge de football.
Alors que toutes les Fédérations européennes hésitent à envoyer une équipe de l'autre côté de l'Atlantique, l'URBSFA prend le "risque" et officialise sa participation. Cela incite trois autres nations à en faire de même : la France, la Roumanie et la Yougoslavie. Jusqu'à l'initiative belge, seules des Fédérations américaines avaient répondu à l'appel de la FIFA.
Lors de ce premier tournoi mondial, les Diables Rouges subissent deux défaites. Mais l'essentiel n'était sans doute pas dans les résultats mais bien dans la participation.